# Polydesma brevipalpis
Polydesma brevipalpis là một loài bướm đêm trong họ Erebidae.